# Macross Dynamite 7
《Macross Dynamite 7》（マクロス ダイナマイト7）1997年～1998年間發佈的全4話的OVA。描寫超时空要塞 7最終大戰結束的一年後。

## 簡介
2047年3月 巴薩拉開始無目的的流浪之旅，到達ゾラ星並遇到エルマ一家與銀河鯨魚，巴薩拉與盜獵銀河鯨魚組織戰鬥而瀕死，在ゾラ星特殊環境下奇蹟復元，盜獵組織被邊境巡邏隊逮捕，巴薩拉和銀河鯨魚精彩的演唱過招後離開ゾラ星繼續旅行。

## OVA
| Volume.1 | 漂流 - WONDER -             | 1997年12月18日 |
| Volume.2 | 墓場 - CEMETERY -           | 1998年2月25日  |
| Volume.3 | 孤独 - LONESOME -           | 1998年5月25日  |
| Volume.4 | 銀河クジラの歌う星 - ZOLA - | 1998年7月25日  |

## 主題曲
OP
- 「DYNAMITE EXPLOSION」 作詞 - 古屋敏之 作曲 - 福山芳樹 編曲 - ON-DO 歌 - Fire Bomber

ED
- 「PARADE」 作詞 - K.INOJO 作曲 - 川野美紀 編曲 - ON-DO 歌 - Fire Bomber

挿入歌
- 「NEW FRONTIER」 作詞 - 石川雅敏 作曲 - 福山芳樹 編曲 - ON-DO 歌 - Fire Bomber
- 「FEEL UNIVERSE」 作詞 - 高柳恋 作曲 - Three Cat Night 編曲 - 中山弘 歌 - Fire Bomber
- 「WILD LIFE」 作詞 - K.INOJO 作曲 - 飯塚昌明 編曲 - 中山弘 歌 - Fire Bomber
- 「GO（自由な唄）」 作詞 - M.MEG 作曲 - 川野美紀 編曲 - 田中裕千 歌 - Fire Bomber
- 「恋のマホウ」 作詞 - M.MEG 作曲 - 湯川とうべん 編曲 - M.Project 歌 - Fire Bomber
- 「ANGEL VOICE」 作詞 - K.INOJO 作曲 - 菅野よう子 編曲 - 菅野よう子 歌 - 熱気バサラ（福山芳樹）
- 「水のような愛のような」作詞 - 真名杏樹 作曲 - 川野美紀 編曲 - 上杉洋史 歌 - マリア（川野美紀）

## 外部連結
- Macross Official Web Site (Japanese) （页面存档备份，存于）
- Macross Compendium
- Macross Dynamite 7在動畫新聞網的百科全书中的资料
- 互联网电影数据库（IMDb）上《Macross Dynamite 7》的资料（英文）
- Macross Mecha Manual A website profiling the fictional vehicles of the Macross series